# Sośno
Sośno – wieś w Polsce położona w województwie kujawsko-pomorskim, w powiecie sępoleńskim, w gminie Sośno na trasie zawieszonej linii kolejowej nr 240 Więcbork – Pruszcz-Bagienica.

## Podział administracyjny i demografia
W latach 1975–1998 miejscowość administracyjnie należała do województwa bydgoskiego. Miejscowość jest siedzibą gminy Sośno. Według Narodowego Spisu Powszechnego (III 2011 r.) liczyła 1051 mieszkańców. Jest największą miejscowością gminy Sośno.

## Zabytki, historia i oświata
Według rejestru zabytków NID na listę zabytków wpisany jest neogotycki kościół ewangelicki, obecnie rzymskokatolicki parafialny pw. Niepokalanego Serca Maryi, ul. Kamieńskiego 1, lata 1897-1902, nr rej.: A/35 z 29.05.2001.
26 stycznia 1945 roku wieś została zajęta przez oddziały I Frontu Białoruskiego Armii Czerwonej. W Sośnie znajduje się Gimnazjum im. Janusza Korczaka oraz Szkoła Podstawowa, mieszczące się w budynku wybudowanym na fundamentach poniemieckiego dworku zburzonego z końcem II wojny światowej.

## Nawałnica w 2017
11/12 sierpnia 2017 przechodząca przez Pomorze nawałnica w gminie Sośno spowodowała zniszczenia 1450 budynków, w tym 496 mieszkalnych i 954 niemieszkalnych. Po nawałnicy ruszył ruch społeczny niosący pomoc dla mieszkańców okolicy pod hasłem „Pomoc dla Sośna”. Nieformalnym przewodnikiem ruchu był Marek Kunek, który w pierwszych miesiącach działania zebrał pomoc o wartości około 10 milionów złotych na walkę ze skutkami żywiołu, powołał w Sośnie 16 marca 2018 Fundację Zawierucha do celu usuwania skutków nawałnicy.